# Hemikompakter Raum
Ein hemikompakter Raum ist im mathematischen Teilgebiet der Topologie eine Verallgemeinerung des kompakten Raumes.

## Definition
Ein topologischer Raum {\displaystyle X}, für den eine abzählbare Familie von kompakten Teilmengen {\displaystyle (K_{n})_{n\in \mathbb {N} }} mit
{\displaystyle K_{n}\subseteq K_{n+1}^{\circ }}     für alle {\displaystyle n\in \mathbb {N} }
{\displaystyle X=\bigcup _{n\in \mathbb {N} }K_{n}}
existiert, wird hemikompakt genannt.

## Eigenschaften
- Kompakte Räume sind hemikompakt. Für die abzählbare Familie an kompakten Teilmengen reicht dabei der Raum selbst.
- Abgeschlossene Unterräume von hemikompakten Räumen sind hemikompakt. Für die abzählbare Familie des abgeschlossenen Unterraumes kann der Schnitt von diesem mit der abzählbaren Familie des gesamten Raumes verwendet werden. Dabei muss verwendet werden, dass der Schnitt einer kompakten mit einer abgeschlossenen Teilmenge wieder kompakt ist.
- Hemikompakte Räume sind σ-kompakt.[1]
- Erstabzählbare hemikompakte Räume sind lokalkompakt.
- Lokal- und σ-kompakte Räume sind hemikompakt (ebenfalls parakompakt).
- Für einen Tychonoff-Raum {\displaystyle X} gilt:[2]
  - Ist {\displaystyle C_{\mathrm {co} }(X,\mathbb {R} )} (mit der Kompakt-Offen-Topologie) erstabzählbar, dann ist {\displaystyle X} hemikompakt.
  - {\displaystyle X} ist genau dann hemikompakt, wenn {\displaystyle C_{\mathrm {co} }(X,\mathbb {R} )} metrisierbar ist.[3]

## Beispiele
- {\displaystyle \mathbb {R} ^{n}} ist hemikompakt mit der abzählbaren Familie {\displaystyle ({\overline {B}}_{k}(0))_{k\in \mathbb {N} }}der abgeschlossenen Kugeln mit jeweiligem Radius {\displaystyle k\in \mathbb {N} } an kompakten Teilmengen. Jede andere kompakte Teilmenge ist in einer davon enthalten, da sie insbesondere beschränkt ist.
- {\displaystyle \mathbb {Q} } und der Arens-Fort-Raum sind hemikompakt, aber nicht lokalkompakt.[4]